# Максиміліан Арнольд
Максиміліан Арнольд (нім. Max Arnold, нар. 27 травня 1994, Різа) — німецький футболіст, півзахисник «Вольфсбурга».

## Клубна кар'єра
Народився 27 травня 1994 року в місті Різа. Максиміліан починав свою кар'єру в скромних клубах зі свого рідного регіону. У 2006 році він перейшов в юніорську команду дрезденського «Динамо», а три роки потому перебрався в академію «Вольфсбурга».
Його дебют у вищому німецькому дивізіоні відбувся 26 листопада 2011 року в матчі проти «Аугсбурга». 13 квітня 2013 року Максиміліан забив свій перший гол у чемпіонатах Німеччини в матчі проти «Гоффенгайма». 2015 року виграв з командою Кубок і Суперкубок Німеччини.

## Виступи за збірні
2009 року дебютував у складі юнацької збірної Німеччини, взяв участь у 22 іграх на юнацькому рівні, відзначившись 3 забитими голами.
Протягом 2013—2017 років залучався до складу молодіжної збірної Німеччини і став з командою переможцем молодіжного чемпіонату Європи 2017 року у Польщі, будучи капітаном своєї команди. Всього на молодіжному рівні зіграв у 27 офіційних матчах, забив 6 голів.
13 травня 2014 року став одним з 12 футболістів, що дебютували у складі національної збірної Німеччини у матчі з Польщею (0:0).
| Дата      | Місто   | Господарі | Результат | Гості  | Турнір           | Голи | Примітки |
| --------- | ------- | --------- | --------- | ------ | ---------------- | ---- | -------- |
| 13-5-2014 | Гамбург | Німеччина | 0 – 0     | Польща | товариський матч | -    | 77'      |
| Усього    |         | Матчів    | 1         |        | Голів            | 0    |          |

## Титули і досягнення

### Командні
- Володар Кубка Німеччини (1):

«Вольфсбург»: 2014–15
- Володар Суперкубка Німеччини (1):

«Вольфсбург»: 2015
- Молодіжний чемпіон Європи(1):

Німеччина U-21:  2017

### Особисті
- У символічній збірній молодіжного чемпіонату Європи: 2017[6]